# Militärputsch im Sudan 2021

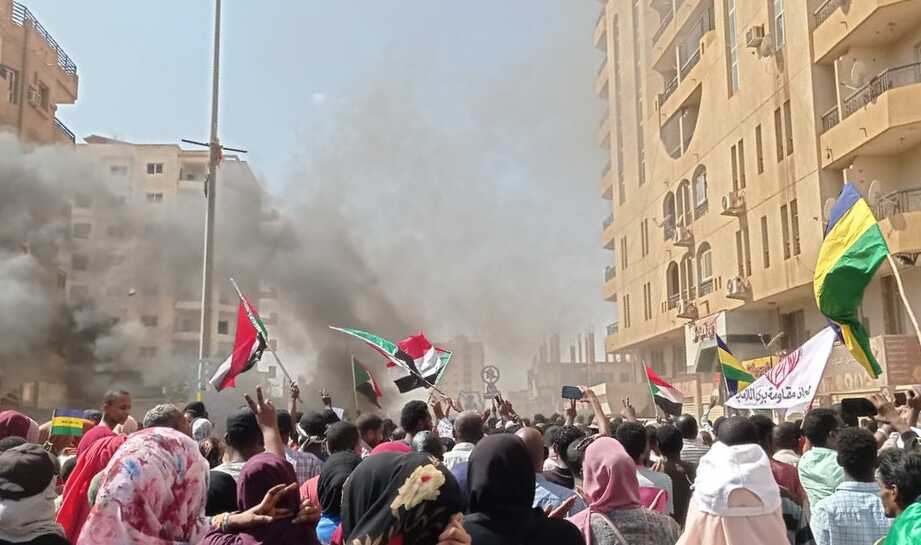
Militärputsch im Sudan, 2021

Am 25. Oktober 2021 kam es unter General Abdel Fattah Burhan zu einem Militärputsch im Sudan, bei dem das Militär die Regierung für aufgelöst erklärte und Ministerpräsident Abdalla Hamdok sowie weitere Regierungsmitglieder verhaftet wurden. Nach massiven nationalen und internationalen Protesten wurde Hamdok am 21. November wieder eingesetzt, ohne dass das Militär aber seine bisherige Macht einbüßte. Im Dezember 2022 wurde ein Abkommen unterzeichnet, um die Machtteilung zwischen Militär und Zivilpolitikern wiederherzustellen und eine zweijährige Übergangsphase vor freien Wahlen einzuleiten.

## Vorgeschichte
Beim Militärputsch 2019 hatte die Armee den langjährigen Machthaber Umar al-Baschir abgesetzt. Nach umfangreichen Protesten einigten sich Militär und zivile Gruppen im Anschluss auf die Bildung einer Übergangsregierung, die das Land bis zur Durchführung demokratischer Wahlen wenige Jahre später führen sollte.
Im September 2021 kam es zu einem Putschversuch von „Überresten“ der al-Baschir-Diktatur, der aber schnell scheiterte. Im Oktober gab es Demonstrationen, auf denen für eine Machtübernahme durch das Militär protestiert wurde, am 21. Oktober aber auch Großdemonstrationen dagegen.

## Ablauf
Im Rahmen des Putsches vom 25. Oktober wurden Ministerpräsident Abdalla Hamdok sowie weitere Kabinettsmitglieder verhaftet und im Anschluss an unbekannten Orten festgehalten. Zudem verhängte das Militär den Ausnahmezustand und erklärte die bisherige Regierung für abgesetzt. Auch wurden Internetverbindungen unterbrochen und Brücken abgesperrt. Noch am selben Tag wurde zu Demonstrationen gegen das Militär aufgerufen. Die Armee versuchte, die Proteste gewaltsam niederzuschlagen, in den Stunden nach dem Putsch wurden mindestens sieben Menschen getötet und 140 verletzt. Die USA verurteilten den Putsch und stoppten Wirtschaftshilfen in Höhe von 700 Millionen Dollar.
Am 27. Oktober konnte Ministerpräsident Hamdok nach Hause zurückkehren und mit US-Außenminister Antony Blinken telefonieren, stand aber unter strenger Überwachung durch das Militär. Dieses setzte auch mehrere Botschafter ab, nachdem diese den Putsch verurteilt hatten. Die Afrikanische Union setzte die Mitgliedschaft des Sudan aus, die Weltbank stoppte Zahlungen, und in der Hauptstadt Khartum gingen weiterhin zahlreiche Menschen auf die Straße, um gegen den Umsturz zu protestieren. Nach mehrtägigen Verhandlungen forderte der Sicherheitsrat der Vereinten Nationen, die verhafteten Politiker freizulassen und die entmachtete Regierung wiederherzustellen.
Bei Massenprotesten kam es in den folgenden Tagen zu weiteren Todesfällen, als das Militär auf Demonstrierende schoss, Anfang November ließ die Armee dann mehrere der verhafteten Minister wieder frei.
Am 21. November wurde verkündet, dass Abdalla Hamdok ins Amt des Ministerpräsidenten zurückkehren und alle politischen Gefangenen freigelassen werden sollten. Auch danach kam es aber zu weiteren Protesten, verbunden mit der Forderung, das Militär gänzlich von der Macht zu verdrängen.

## Nachwirkungen
Die Wiedereinsetzung Hamdoks stellte keine Rückkehr zum Status quo ante dar. Der Souveränitätsrat und die neue Regierung enthielten weniger Politiker der zivilen Opposition, während die Macht der Armee nicht gemindert wurde, sodass zahlreiche Akteure Kritik am entsprechenden Abkommen übten. Wochenlang kam es zu Großdemonstrationen, denen das Militär mit Gewalt begegnete. Bis zum Januar 2022 wurden bei Zusammenstößen 58 Menschen getötet. Am 2. Januar 2022 erklärte Hamdok angesichts der anhaltenden politischen Krise seinen Rücktritt. Auch danach beruhigte sich die Lage nicht, die Massendemonstrationen setzten sich in mehreren Städten fort. Am 6. Januar 2022 wurde ein Demonstrant in Omdurman durch einen Kopfschuss getötet. In der Nähe des Präsidentenpalastes in Khartum  setzten die Sicherheitskräfte nach Angaben von Augenzeugen Tränengas ein.
Im Dezember 2022 wurde ein Abkommen unterzeichnet, um die Machtteilung zwischen Militär und Zivilpolitikern wiederherzustellen und eine zweijährige Übergangsphase vor freien Wahlen einzuleiten.